# Schlacht der Hundert Erschlagenen

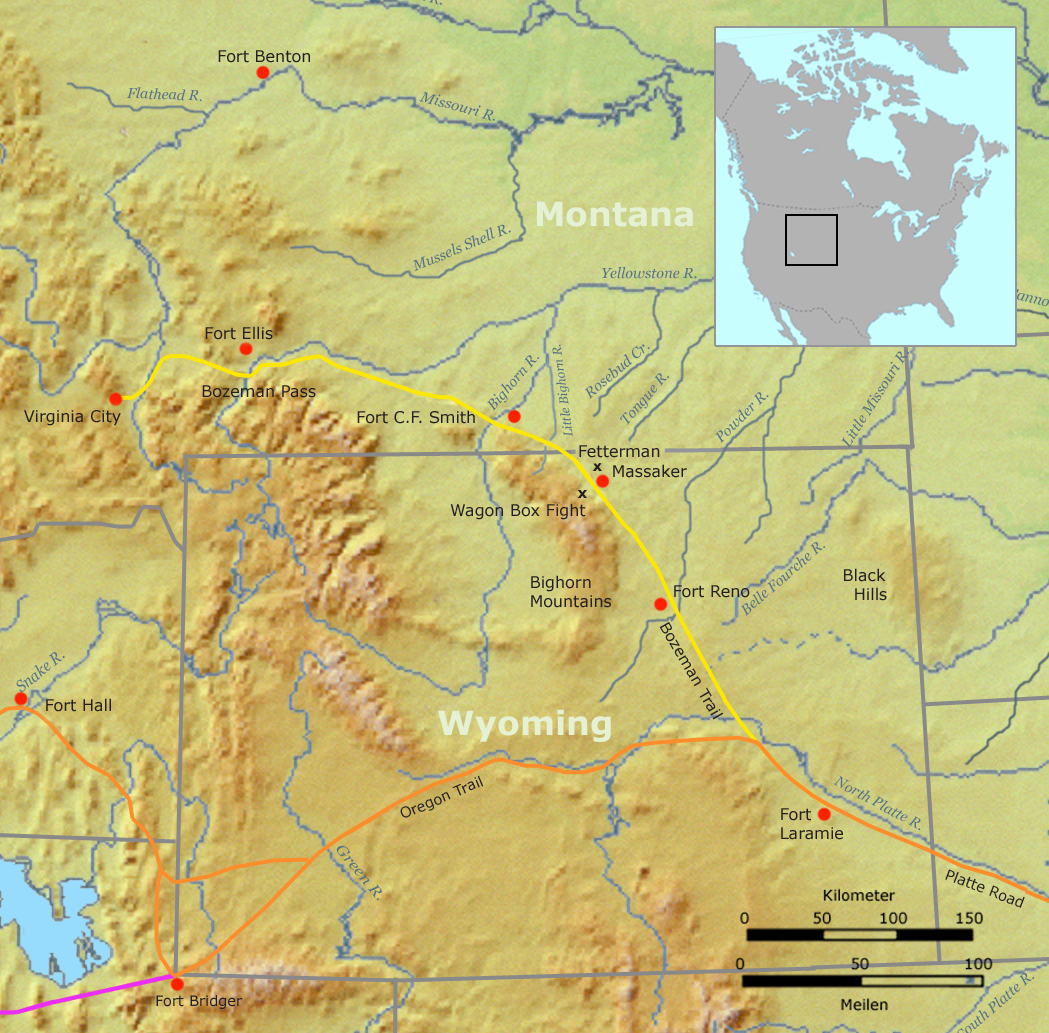
Schauplatz des Fetterman-Gefechts in Wyoming und anderer Gefechte zwischen 1850 und 1865.

Als Schlacht der Hundert Erschlagenen oder Fetterman-Massaker, im Englischen auch Fetterman Fight (dt. Fetterman-Gefecht), wird ein Gefecht des Red-Cloud-Krieges bezeichnet, bei dem am 21. Dezember 1866 Krieger der Lakota, Arapaho und Cheyenne eine Abteilung der US-Armee unter der Leitung von Captain William Judd Fetterman vernichteten. Es war nach dem Grattan-Massaker der zweite vollständige Sieg der Indianer über eine reguläre Armee-Einheit der Vereinigten Staaten im 19. Jahrhundert. Die Anzahl der getöteten Soldaten wurde im 19. Jahrhundert nur von der Schlacht am Little Bighorn, neuneinhalb Jahre später, übertroffen.

## Verlauf
Im November 1866 traf Captain Fetterman in Fort Phil Kearny im heutigen Johnson County in Wyoming ein, das unter dem Befehl von Colonel Carrington stand. Carrington konzentrierte die Tätigkeit seiner Soldaten darauf, die Forts entlang des Bozeman Trails zu befestigen, was etlichen jungen Offizieren nicht gefiel. Fetterman exerzierte unaufhörlich mit seinen Männern und wartete auf eine Gelegenheit, die Indianer zu besiegen. Am 6. Dezember wurde Fettermans Freund, Leutnant H. S. Bingham, von den Indianern getötet. Während Carrington beunruhigt war über die Sorglosigkeit seiner Offiziere, war Fetterman empört über die seiner Ansicht nach wirkungslose, untaugliche Führung von Colonel Carrington. 
Der Red-Cloud-Krieg war bereits seit dem Frühling des Jahres im Gange, und die Indianer hatten immer wieder Abteilungen der Armee attackiert. Am 21. Dezember griffen Lakota-Krieger in der Nähe von Fort Kearny eine Holzfäller-Gruppe an. Fetterman wurde ausgeschickt, um den Holzfällern zu helfen. Colonel Carrington befahl Fetterman, nicht über den Lodge-Trail-Kamm hinauszugehen, da Hilfe vom Fort aus allzu schwierig wäre. Colonel Carrington ordnete weiter an, dass Leutnant Grummond mit einer Truppe Fetterman verstärken sollte. Mit Grummonds Verstärkung umfasste das Armeekontingent 81 Mann, 79 Soldaten und zwei Zivilisten. Eine zehnköpfige Gruppe von aus den beteiligten Stämmen ausgesuchten Indianern unter Crazy Horse lockte Fetterman über den Hügelkamm des Lodge Trail Ridges in einen Hinterhalt ins Peno-Tal hinein, wo etwa 1500 Lakota, Arapaho und Cheyenne unter Little Wolf und High Backbone Fettermans Männer erwarteten. Die Infanteristen der Kolonne wurden sogleich von den Indianern überrannt und getötet. Es gelang jedoch etlichen Kavalleristen, auf eine felsige, vereiste Anhöhe zu fliehen und sich eine Weile zu verteidigen. Schließlich wurde der Pfeilhagel so dicht, dass die von zwei Seiten anrückenden Indianer sich bereits teilweise gegenseitig beschossen.
Carrington hörte die Schüsse und schickte eine Entlastungstruppe unter Hauptmann Ten Eyck aus, jedoch war es zu spät, das gesamte Kontingent Fettermans war bereits vernichtet. Carrington zeigte sich entsetzt über die Verstümmelungen der Toten und schrieb darüber einen Aufsatz, in dem er vermutete, die Taten gingen auf einen heidnischen Brauch zurück. Er wusste nicht, dass die Indianer unter anderem Rache für das Massaker am Sand Creek genommen hatten.
Das Fetterman-Gefecht war die einzige große Armeeniederlage zu jener Zeit. Colonel Carrington wurde seines Kommandos enthoben und verteidigte bis zu seinem Lebensende seine Handlungsweise. Der Schock der Fetterman-Niederlage führte zu einer Neubewertung der Indianer-Politik der Regierung. Die bis dahin nur unzureichend bewaffneten Einheiten in Fort Kearny erhielten zudem moderne Springfield-Hinterladergewehre, mit denen die US-Soldaten bereits im nachfolgenden Sommer den Hayfield Fight (dt. Heuwiesen-Gefecht) und den Wagon Box Fight (dt. Wagenburg-Gefecht) zu ihren Gunsten entscheiden konnten.

## Inschrift am Denkmal
Die Inschrift am Denkmal lautet:

„On this field on the 21st day of December, 1866, three commissioned officers and seventy six privates of the 18th U.S. Infantry and of the 2nd U.S. Cavalry, and four civlians under the command of Captain Brevet, Lieutenant Colonel William J. Fetterman were killed by an overwhelming force of Sioux under the command of Red Cloud--There were no survivors / Auf diesem Feld wurden am 21. Dezember 1866 drei Offiziere und sechsundsiebzig Gefreite der 18. US-Infanterie und der 2. US-Kavallerie sowie vier Zivilisten unter dem Kommando von Captain Brevet, Oberstleutnant William J. Fetterman von einer überwältigenden Streitmacht der Sioux unter dem Kommando von Red Cloud getötet - es gab keine Überlebenden.“

## Film
Verschiedene Geschehnisse des Red-Cloud-Kriegs wie das Fetterman-Gefecht und das Wagenburg-Gefecht  werden – mit historischen Ungenauigkeiten – in dem US-Western Tomahawk – Aufstand der Sioux aus dem Jahr 1951 aufgegriffen.